# Сингальська Вікіпедія
Сингальська Вікіпедія (синг. විකිපීඩියා) — розділ Вікіпедії сингальською мовою. Створена у 2004 році. Сингальська Вікіпедія станом на 29 березня 2025 року містить 22 596 статей, 71 890 зареєстрованих користувачів, 107 активних дописувачів, 3 адміністраторів
. Загальна кількість сторінок в сингальській Вікіпедії — 160 816, редагувань — 737 844, завантажених файлів — 2909
. Глибина (рівень розвитку мовного розділу) сингальської Вікіпедії велика і становить 171.7 пунктів
. 

## Історія
- Жовтень 2006 — створена 100-та стаття[3].
- Січень 2009 — створена 1 000-на стаття[3].
- Вересень 2013 — створена 10 000-на стаття[3].